# الطاقة النووية في السويد

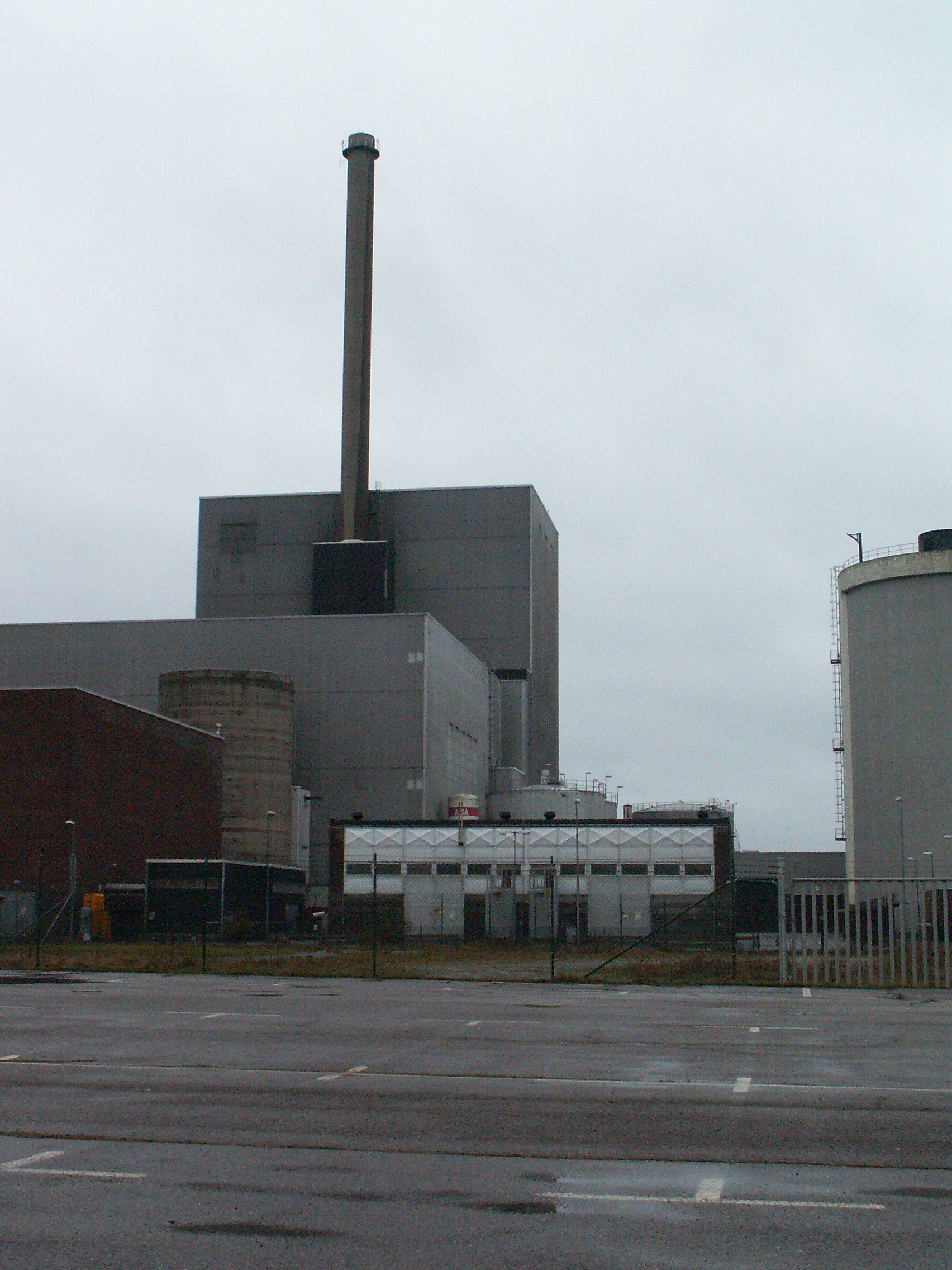
إحدى محطات الطاقة النووية في السويد

الطاقة النووية في السويد، تمتلك السويد ثلاث محطات عاملة للطاقة النووية مع سبعة مفاعلات نووية عاملة، لإنتاج نحو 40% من الطاقة الكهربية للدولة. وتعتبر محطة رينغالز للطاقة النووية أكبر المحطات النووية بالسويد، وبها أربعة مفاعلات وتولد نحو 15% من الاستهلاك السنوي للطاقة الكهربية بالسويد.
اتبعت السويد سابقًا سياسةً للتخلص من الطاقة النووية بشكل تدريجي، بهدف إنهاء استخدام الطاقة النووية في توليد الكهرباء بالسويد بحلول عام 2010. وفي يوم 5 فبراير عام 2009، أعلنت حكومة السويد عن اتفاقية لاستبدال المفاعلات الموجودة بمفاعلات أجدد، ما أنهى سياسية التخلص التدريجي من الطاقة النووية.

## تاريخ
بدأت السويد في أبحاث الطاقة النووية منذ عام 1947 مع تأسيس «شركة الطاقة الذرية»، التي انبثقت من البحوث العسكرية الجارية آنذاك بالمعهد السويدي لأبحاث الدفاع (FOA). وفي عام 1954، أنشأت الدولة أول مفاعل بحثي صغير للماء الثقيل المضغوط. وأنشأت بعده مفاعلي ماء ثقيل آخرين: أوغستا، وهو مفاعل صغير للطاقة والحرارة في عام 1964؛ ومارفيكن، وهو مفاعل لم يُشغل لوجود عدة مشاكل متعلقة بالأمان على الرغم من الانتهاء من بنائه.
وفي الأول من مايو عام 1969، حدثت مشكلة في النموذج المبدئي لمحطة أوغستا النووية للتوليد المشترك «آر 3»، إذ انتشرت مياه التبريد الثانوي عبر أحد الصمامات المكسورة، ما نتج عن عدد من المشاكل الكهربية في المحطة لتتوقف عن العمل لمدة أربعة أيام.
كانت المفاعلات آر 1، وآر 3، وخاصةً مشروع المفاعل آر 4 غير المكتمل في مارفيكن عبارةً عن مفاعلات ماء ثقيل، وتشجعت السويد لبناء هذه المفاعلات بسبب إمكانية استخدام اليورانيوم السويدي دون تخصيب النظائر، وبسبب احتمالية استخدام هذه المفاعلات في إنتاج البلوتونيوم الخاص بالأسلحة لصناعة الرؤوس الحربية النووية السويدية. ومع ذلك، أُغلق البرنامج السويدي للأسلحة النووية في النهاية، ووقعت السويد على معاهدة الحد من انتشار الأسلحة النووية في عام 1968.
بدأت ستة مفاعلات نووية العمل التجاري في سبعينيات القرن العشرين، وبدأت ستة مفاعلات أخرى في العمل خلال عام 1985. صُممت تسعة من هذه المفاعلات بواسطة الشركة السويدية العامة المحدودة للكهرباء (أسيا)، والثلاثة الآخرين بواسطة شركة وستينغهاوس إلكتريك.
وبعد حادثة جزيرة الثلاثة أميال في عام 1979، أُجري في السويد استفتاء وطني على مستقبل الطاقة النووية في البلاد. وقرر البرلمان السويدي في عام 1980، عملًا بنتيجة هذا الاستفتاء، التوقف عن بناء أي محطات نووية أخرى، وتنفيذ سياسة التخلص التدريجي من الطاقة النووية وإتمامها قبل حلول عام 2010. أدان بعض المراقبين هذا الاستفتاء بأنه كان معيوبًا؛ إذ كان يمكن أن يصوت المواطنون بـ«لا للطاقة النووية» فقط، فكانت اختيارات التصويت الثلاثة في الأساس عبارةً عن «لا» أكثر تشددًا أو «لا» أكثر ليونةً.
وبعد حادثة تشرنوبل عام 1986 في أوكرانيا، ازدادت التساؤلات حول جوانب الأمان المتعلقة بالطاقة النووية مرةً أخرى. وفي يوليو عام 1992، بيّنت حادثة بمحطة «بارشباك 2» انخفاض سعة أنظمة التبريد الطارئة لقلب مفاعلات الماء المغلي الخمسة الأقدم منذ بدأ تشغيلها. انتُزع الصوف الصخري وانتهى به المطاف ليتراكم داخل حوض الكبح حيث سبب انسدادًا بمصافي التفريغ. صُنفت هذه الحادثة بأنها حادثة من الدرجة الثانية طبقًا للمقياس الدولي للحوادث النووية (أينيس) بالوكالة الدولية للطاقة الذرية، بسبب تدهور أنظمة الدفاع في العمق. خضعت كافة المفاعلات الخمسة لأمر الإغلاق بواسطة هيئة التفتيش النووي لتنفيذ بعض الإجراءات التصحيحية إذ ثُبتت أنظمة غسيل عكسي ومصافي إضافية. عادت أغلب المفاعلات إلى العمل التشغيلي بحلول الربيع التالي آنذاك، ولكن ظل المفاعل أوسكاشهام 1 مغلقًا حتى شهر يناير عام 1996 لتنفيذ بعض الأعمال الأخرى.
في أواخر تسعينيات القرن العشرين، فُرضت ضريبة خاصة على قدرة إنتاج الطاقة النووية. وكانت في البداية 5514 كورونة سويدية لكل ميغاواط حراري في الشهر، وطُبقت فقط على محطات الطاقة النووية، وبالتالي كانت تعتبر عقابًا لهذه المحطات مقارنةً بمحطات مصادر الطاقة الأخرى. وضوعفت هذه الضريبة في يناير عام 2006 لتصل إلى 10200 كورونة سويدية لكل ميغاواط حراري في الشهر. وُقعت اتفاقية في يونيو عام 2016، وكان من ضمن بنودها التخلص من هذه الضريبة بحلول عام 2019. وستعادل الضريبة، بعد تطبيق هذه الاتفاقية، ثلث تكلفة تشغيل المفاعل النووي.
قرر البرلمان السويدي في عام 1997 إغلاق أحد مفاعلات محطة بارشباك قبل الأول من يوليو عام 1998، وإغلاق المفاعل الثاني قبل الأول من يوليو عام 2001، على الرغم من أن هذا القرار كان مشروطًا بتعويض ما ينتجاه هذان المفاعلان من الطاقة الكهربية. حاولت الحكومة المحافظة التالية إلغاء سياسية التخلص التدريجي من الطاقة النووية، ولكنها قررت مد المهلة إلى عام 2010 بعد احتجاجات من الشعب. أُغلقت المجموعة الأولى من مفاعل بارشباك يوم 30 نوفمبر عام 1999، وأُغلقت الثانية في الأول من يونيو عام 2005.
وفي أغسطس عام 2006، أُغلقت ثلاثة من مفاعلات السويد النووية العشرة بسبب بعض المخاوف المتعلقة بالأمان عقب حادثة محطة فورسمارك النووية، التي فشل فيها مولدان للطاقة من أصل أربعة مولدات طارئة، ما سبب قصور في الطاقة. صُنفت هذه الحادثة بأنها حادثة من الدرجة الثانية طبقًا لمقياس أينيس، بسبب تدهور أنظمة الدفاع في العمق.
أعلن حزب الوسط السويدي في عام 2006، وهو حزب معارض داعم لسياسة التخلص التدريجي من الطاقة النووية، أنه سيكف عن معارضته للطاقة النووية، على الأقل في الوقت الراهن آنذاك، مدعيًا أنه من غير الواقعي أن نتوقع تنفيذ التخلص التدريجي من الطاقة النووية على المدى القريب. وقال أنه سيدعم، في ذاك الوقت، موقف الأحزاب المعارضة الأخرى في حركة «تحالف من أجل السويد» التي تعتبر أكثر تأييدًا للطاقة النووية من حكومة حزب العمال الديمقراطي الاشتراكي الموجودة وقتها.
وفي يوم 17 يونيو عام 2010، تبنى البرلمان السويدي قرارًا يسمح باستبدال المفاعلات الموجودة بمفاعلات نووية جديدة، بدءًا من الأول من يناير عام 2011.
وفي يوم 30 ديسمبر عام 2019، أُغلق مفاعل رينغالز 2.

## الأنشطة المناهضة للطاقة النووية
في يونيو عام 2010، اقتحم نشطاء مناهضون للطاقة النووية، تابعون لمنظمة السلام الأخضر، محطة فورسمارك للطاقة النووية للاحتجاج على الخطة الجارية آنذاك بإلغاء حظر الحكومة على بناء محطات جديدة للطاقة النووية. وفي أكتوبر عام 2012، تسلق عشرون ناشطًا بمنظمة السلام الأخضر السور الخارجي المحيط بمحطة رينغالز النووية، وكان هناك اقتحامًا لمحطة فورسمارك أيضًا بواسطة خمسين ناشطًا. وقالت منظمة السلام الأخضر أن أفعالها السلمية كانت بغرض الاحتجاج على الاستمرار في تشغيل هذه المفاعلات، التي قالت أنها غير آمنة طبقًا لاختبارات الإجهاد الأوروبية، ولتؤكد على أن هذه الاختبارات لا تبين جاهزية المحطة لمواجهة التهديدات القادمة من خارجها. أفاد تقرير مقدم إلى هيئة التنظيم النووي السويدية أن: «المستوى الحالي الإجمالي للحماية من أي عمل تخريبي غير كافٍ». وتعتبر الشرطة السويدية مسؤولةً لتقديم استجابةً طارئةً لحماية المحطات النووية، على الرغم من وجود حراس أمن بالمحطات النووية السويدية. انتقد التقرير مستوى التعاون بين موظفي المحطة النووية والشرطة في حالة حدوث أي أعمال تخريبية أو هجوم على المحطات النووية.

## معرض صور

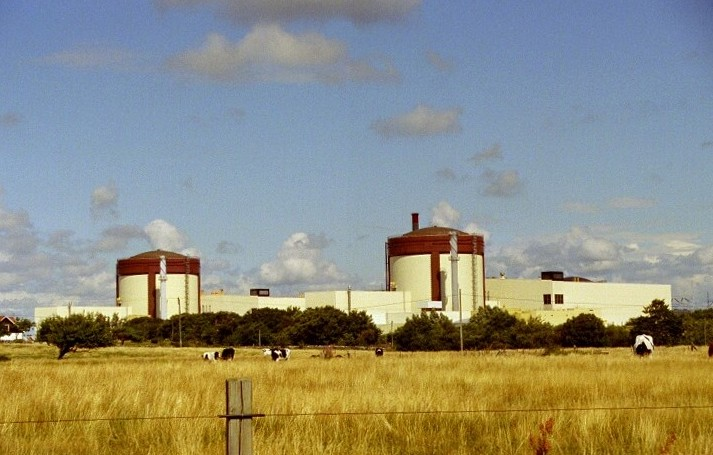
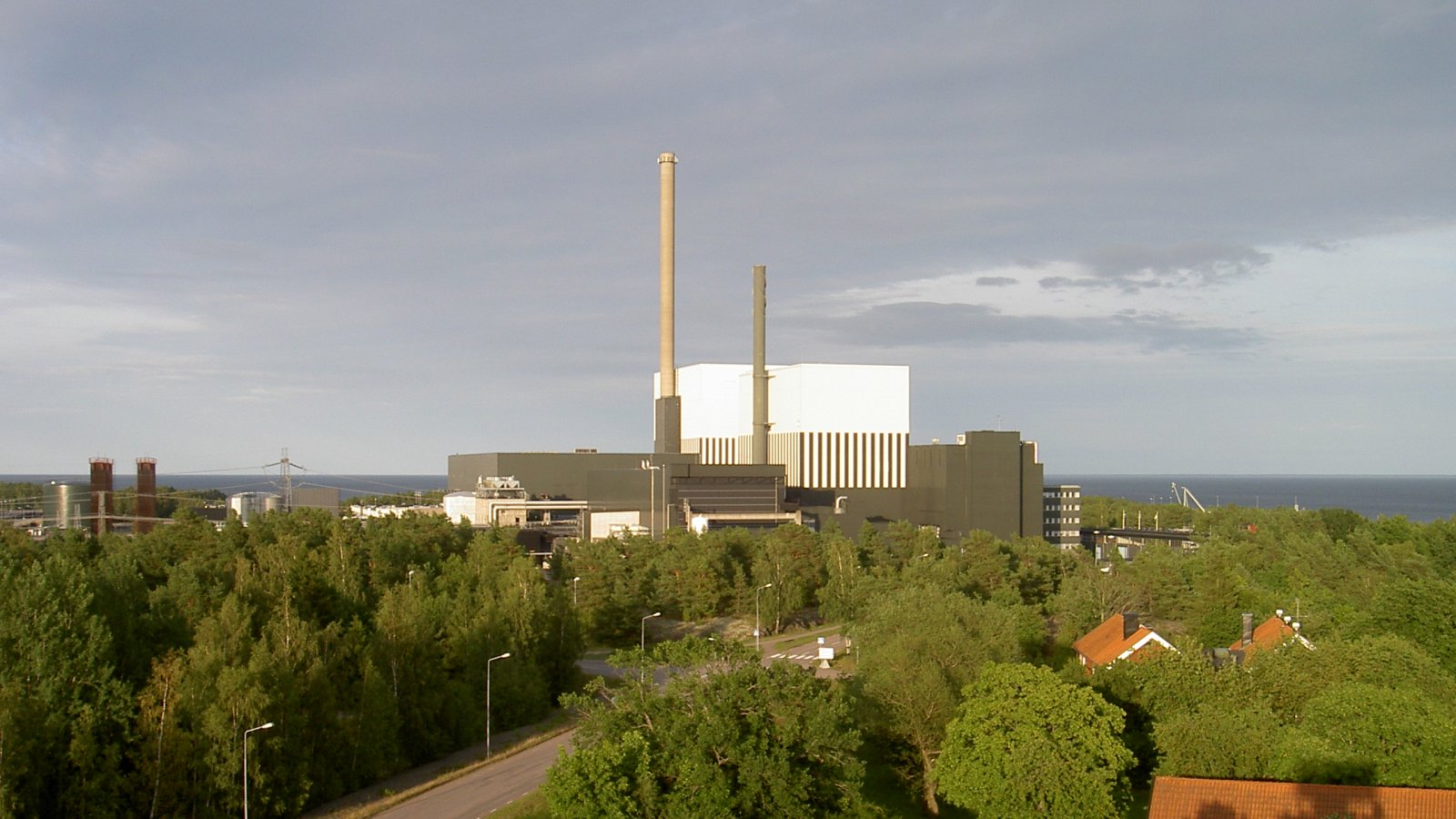
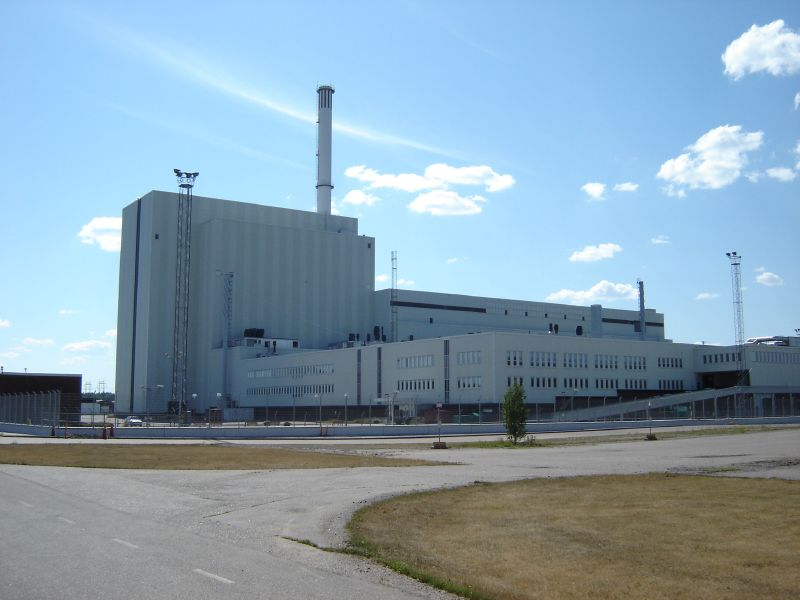
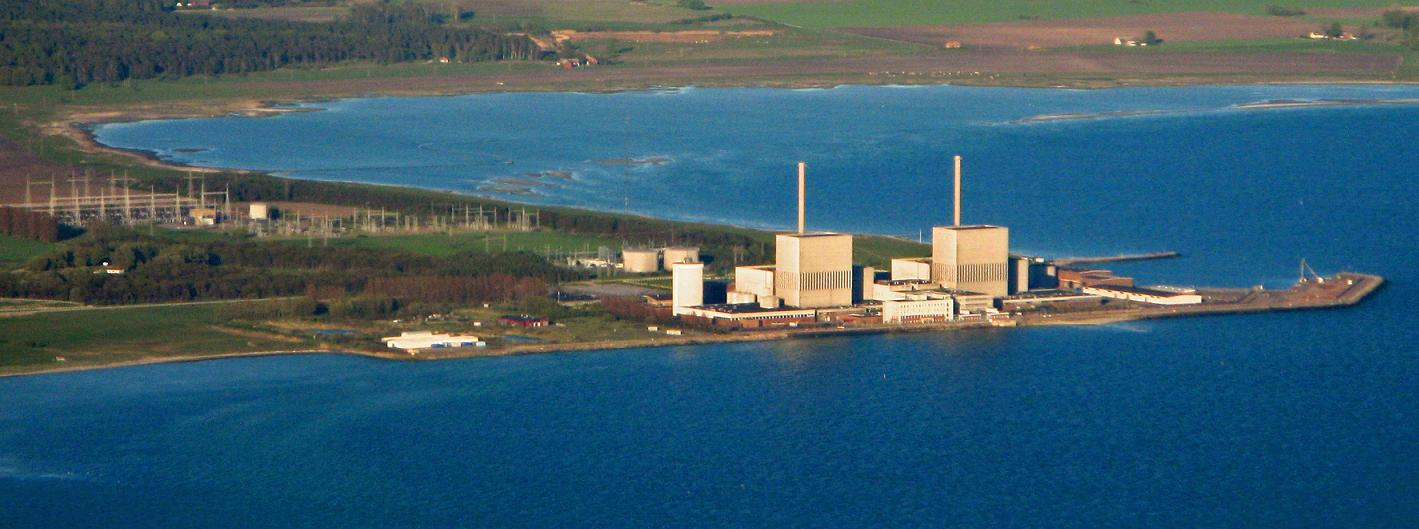